# Michal Kováč
Michal Kováč (Ľubiša, 5 agosto 1930 – Bratislava, 5 ottobre 2016) è stato un politico slovacco.

## Biografia
È stato Presidente della Repubblica slovacca dal 2 marzo 1993 al 2 marzo 1998.